# Гайсборо (графство, Нова Шотландія)
Гайсборо  або Ґайсборо (англ. Guysborough County) — графство у провінції Нової Шотландії, Канада. Графство є переписним районом та адміністративною одиницею провінції. В адміністративному плані на території розташовано чотири муніципальних утворення: два округи Ґайсборо і Сент-Меріс і два містечка Кансо і Малгрейв.

## Географія
Графство розташоване на сході півострова Нова Шотландія. З півдня воно омивається Атлантичним океаном, а з північного сходу — водами затоки Чедобакта і протоки Кансі, яка відділяє територію півострова від острова Кейп-Бретон.

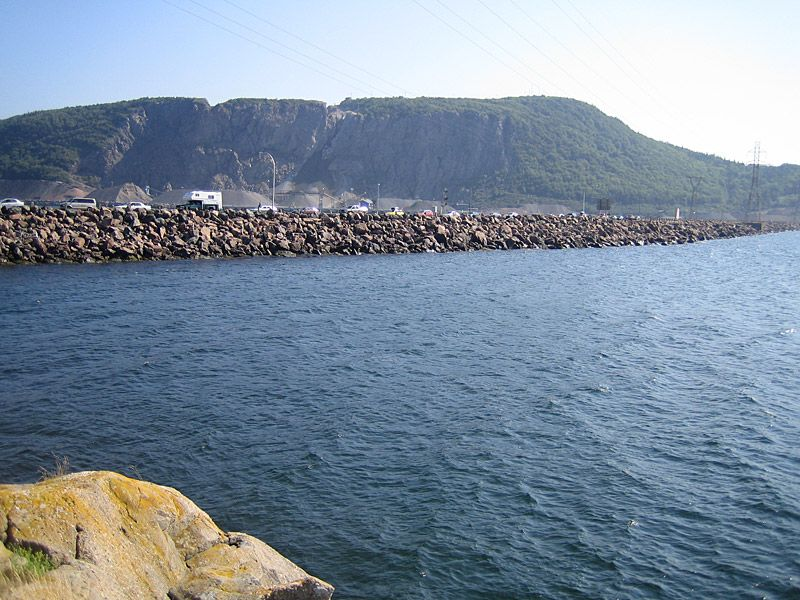

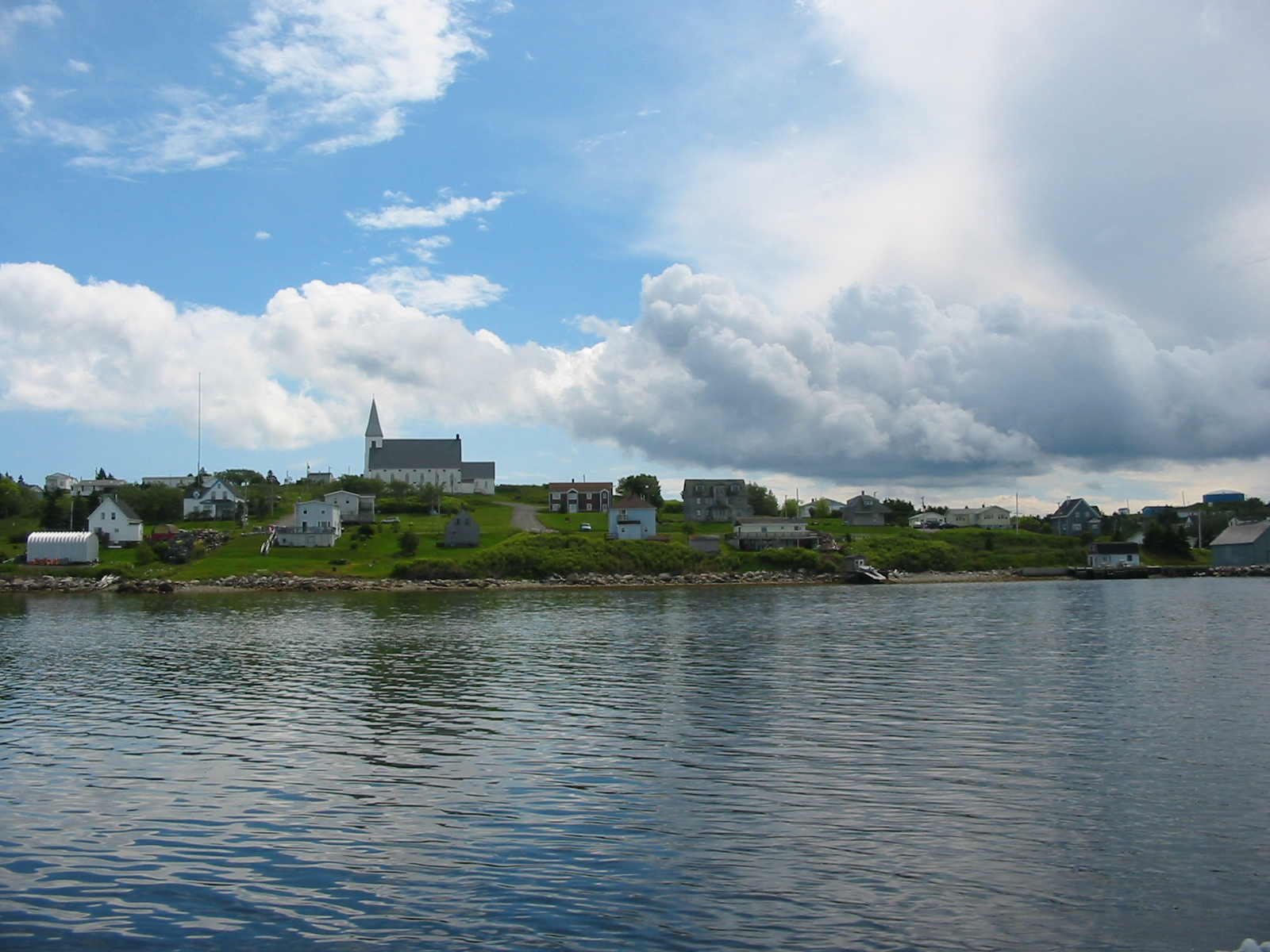

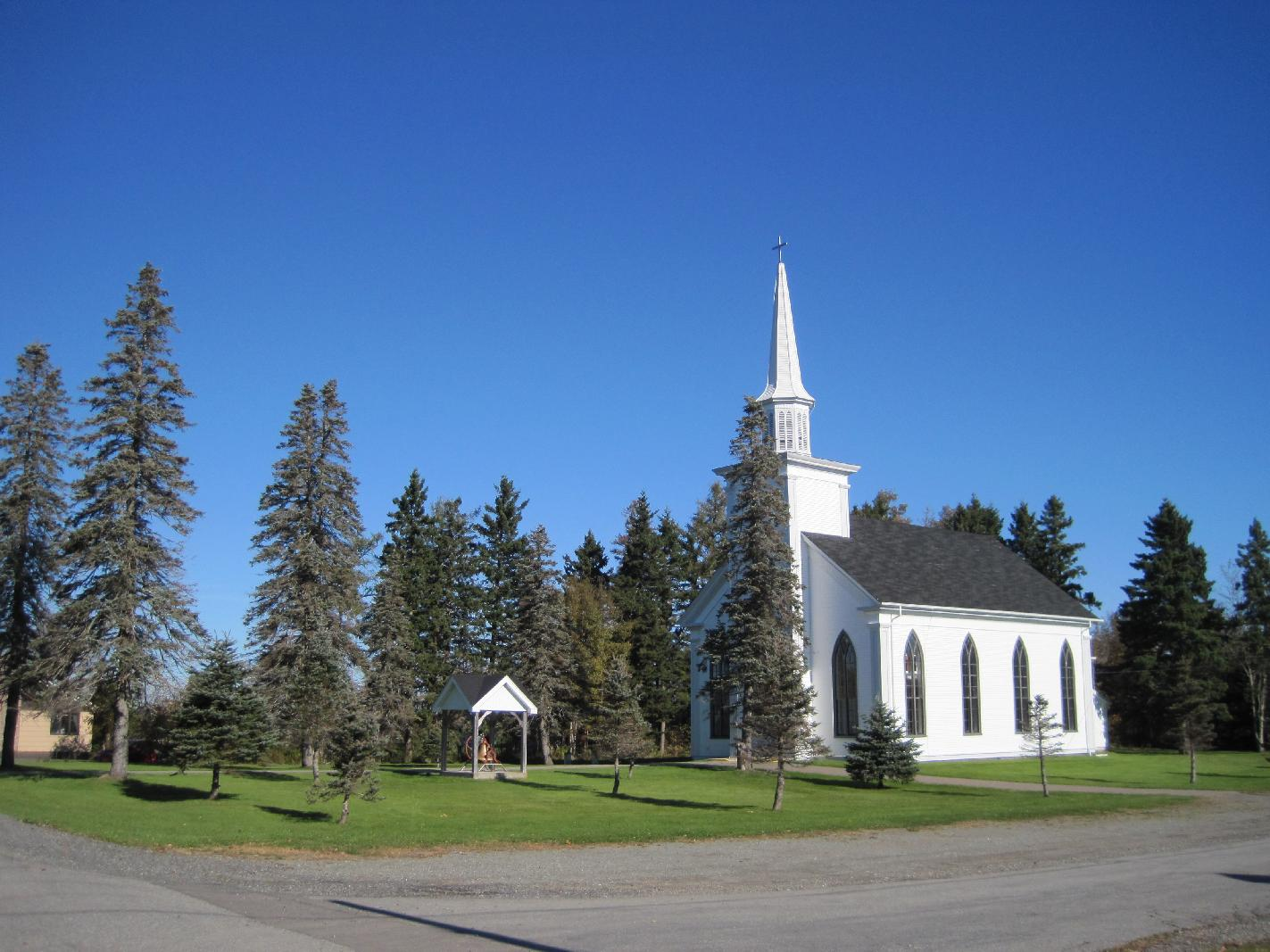

На заході розташовано графство Галіфакс, на півночі графства Пікте (в західній частині) і Антігоніш (у східній).
По території графства не проходять автодороги провінційного значення, але є ряд доріг, керованих графством, основними з яких є магістралі 7 і 16 і колектори 211, 276, 316, 344, 347, 348 и 374.

## Історія
У 1836 році частина графства Сідні (в даний час графство Антігоніш) була виділена в окреме графство Ґайсборо. Графство отримало назву за своїм адміністративним центром, який в свою чергу був названий на честь сера Ґая Карлтона.
У 1840 році в складі графства був утворений округ Сент-Меріс. Межі графства уточнювалися в 1863 році (з графством Галіфакс), 1866 році (з графством Пікте), 1875 році (знову з графством Галіфакс). У 1913 році уточнювалася і розмічається на карті межа між округами Ґайсборо і Сент-Меріс всередині графства.

## Населення
Для потреб статистичної служби Канади графство розділене на два округи і два міста.
| Назва      | Оригінальна назва | Статус   | Площа    | Населення |
| ---------- | ----------------- | -------- | -------- | --------- |
| Ґайсборо   | Guysborough       | Округ    | 2 111,42 | 4 681     |
| Сент-Меріс | St. Mary's        | Округ    | 1 909,59 | 2 587     |
| Кансо      | Canso             | Містечко | 5,42     | 911       |
| Малгрейв   | Mulgrave          | Містечко | 17,81    | 879       |